# Resorts World Las Vegas
Resorts World Las Vegas est un hôtel casino de la ville de Las Vegas, dans le Nevada (États-Unis). Cet hôtel inauguré en 2021 a été construit à l'emplacement du Stardust.

## Histoire

### Echelon Place
Le 4 janvier 2006, la Boyd Gaming Corporation annonçait que le Stardust allait disparaitre du Strip de Las vegas pour laisser place au nouveau complexe hôtelier : The Echelon Place.
Ce projet prestigieux devrait coûter 4 milliards de dollars américains. L'investissement dans Echelon Place le positionnera en seconde place des hôtels les plus dispendieux jamais construits.[réf. nécessaire] La construction du nouveau complexe commence en 2007, et l'inauguration était attendue pour 2010.
L'hôtel devait disposer d'une superficie de :
- 13 000 m2 pour le casino
- 60 385 m2 pour le Centre d'expositions qui se nommera Las Vegas ExpoCenter.
- 92 900 m2 pour le Centre de Congrès.

De plus l'hôtel devait disposer de 5 300 chambres, le hissant au rang des plus spacieux hôtels du monde.

### Resorts World
En mars 2013, le groupe Genting a racheté le site pour y développer un complexe appelé le Resorts World Las Vegas, un hotel basé sur le thème de la Chine, censé apparaître en 2020. En 2018, l'hôtel est toujours au point mort, avec uniquement quelques squelettes de bâtiment en béton érigés. Inauguré en 2021, il s'agit du premier hôtel (entièrement reconstruit) à ouvrir sur le strip de Las Vegas en dix ans.